# スポーツ用サポーター
スポーツ用サポーター（スポーツようサポーター）はスポーツの際に着用されるサポーター（身体を保護するもの）。

## 睾丸部の保護
サポーターにより男性の睾丸を衝撃から保護する場合がある。ファウルカップ、ジョックストラップも参照。

## テーピング効果をもたらす機能
傷害を負った部分を覆うことで衝撃から保護するという機能のほかに、特に筋肉・靭帯・腱などの可動部を伸縮性のある素材で、固定することで、その部分が適切な範囲で動くことが出来るようにすることで、包帯の代用をするものである。詳しくはテーピングを参照。

## 水着用
水着用下着（インナーウェア）をサポーターと呼んでいる場合がある。

## バレーボール
肘・膝の関節を床への接地時などの衝撃から守るため、パッド付きのものがある。

## 相撲
大相撲力士の中にはボルトのようなものや蝶番が付いた本格的な膝の補助器具を付けてそれをテーピングで覆うケースもあるが「廻し一丁で戦う相撲の本質に反する」という指摘もある。